# Mesambria punctaria
Mesambria punctaria är en insektsart som först beskrevs av Walker, F. 1870.  Mesambria punctaria ingår i släktet Mesambria och familjen gräshoppor. Inga underarter finns listade i Catalogue of Life.